# Каракушеній-Век
Каракушеній-Век (рум. Caracuşenii Vechi) — село в Молдові в Бричанському районі. Утворює окрему комуну.
Згідно з переписом населення 2004 року кількість українців складала 25 осіб (0,6%).

## Історія
За даними на 1859 рік у власницькому селі Хотинського повіту Бессарабської губернії, мешкало 1014 осіб (517 чоловічої статі та 497 — жіночої), налічувалось 160 дворових господарств, існувала православна церква.
Станом на 1886 рік у царачькому селі Єдинецької волості мешкало 250 осіб, налічувалось 113 дворових господарств, існувала православна церква.